# John Barraclough Fell
John Barraclough Fell (1815-1902) est un ingénieur anglais, inventeur du système Fell ou chemin de fer à rail central permettant à des trains de gravir des montagnes.

## Biographie
Également entrepreneur, il obtient la concession et réalise le chemin de fer du Mont-Cenis inauguré le 15 juin 1868.
Cette ligne, aujourd'hui disparue, a relié les villes de Saint-Michel-de-Maurienne (France) et Suse (Italie) à travers le col du Mont-Cenis, de1868 à 1871. Elle est construite à partir de 1867 sur ordre de Napoléon III, afin de transporter voyageurs et marchandises entre Modane (France) et Bardonnèche (Italie), en attendant la fin de la construction du tunnel ferroviaire du Fréjus,,. Elle est également utilisée pour la All Red Route, un service de courrier entre l'Empire Britannique et ses colonies d'Inde.
Un journaliste dressera un portrait de lui dans le Courrier des Alpes : « J'ai rencontré l'autre soir M. Fell ; c'est un petit diable d'Anglais qui, en son baragouin, a presque fini  par me convaincre. Et puis il a derrière lui le plus gros bonnet des entrepreneurs de chemin de fer du monde entier, Brassey en personne. Quand on voit apparaitre cette grosse figure au dernier plan d'une œuvre quelconque, on ne raisonne plus : les chimères les plus chimériques acquièrent de la réalité, et on se sent saisi d'une angoisse mystérieuse qui vous empêche de raisonner et de se fier à son raisonnement. »